# پیول
پنیر پیول (انگلیسی: Pule cheese) نوعی پنیر ساخته شده در صربستان است که از ۶۰ در صد شیر خر بالکانی و ۴۰ درصد شیر بز ساخته می‌شود.
این پنیر خاص در آشپزی صربی، به عنوان «گران‌ترین پنیر دنیا» شناخته می‌شود. این پنیر با قیمت هزار یورو به اذای هر کیلوگرم خرید و فروش می‌شود. علت گرانی این پنیر نایاب بودن آن است. تنها حدود ۱۰۰ خر ماده در بالکان هستند که شیر این نوع پنیر را تولید می‌کنند. برای هر کیلو از این پنیر، حدود ۲۵ لیتر شیر خر لازم است.